# Mont Baw Baw

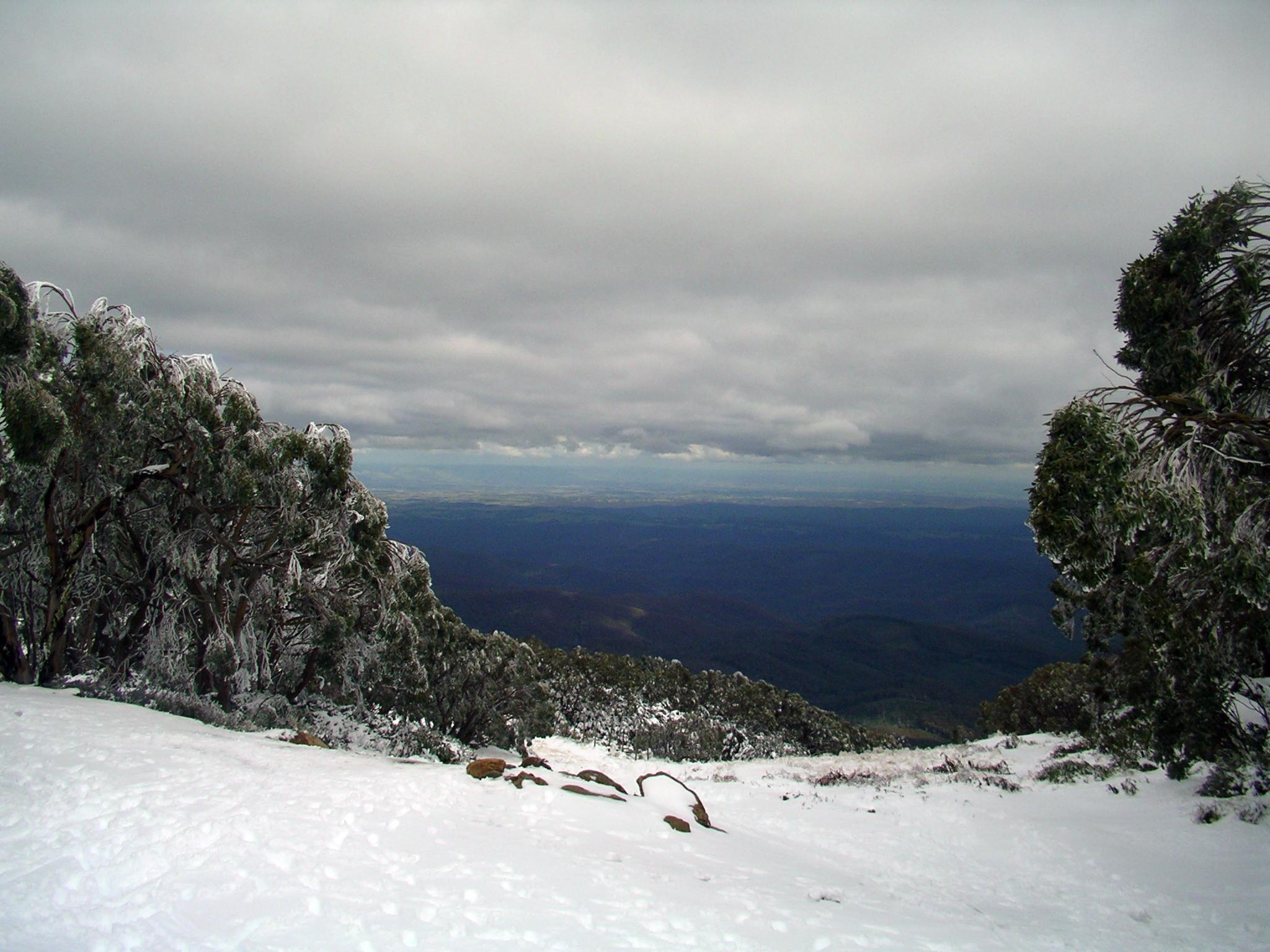
Le Gippsland vu du mont Baw Baw en hiver

Le mont Baw Baw (Mount Baw Baw en anglais) est situé à environ 120 kilomètres à l'est de Melbourne et à 50 kilomètres au nord de la vallée Latrobe.
La station de ski du mont Baw Baw est une zone non incorporée de l'État de Victoria, enclavée dans le comté Baw Baw.

## Géographie

### Situation, topographie
Le mont Baw Baw se compose d'un long plateau, avec quelques petits monts qui le surmontent : le mont Whitelaw, le mont St. Phillack (le plus élevé), le mont Mueller, le mont Tyers, le mont Kernot et le mont Saint Gwinear.
Le plateau lui-même est séparé des autres régions du Haut Victoria par les rivières Thompson et Aberfeldy et les affluents de la rivière de LaTrobe, comme le Tanjil et le Tyers au sud.

### Géologie
Le massif Baw Baw est formé d'un pluton de granodiorite de la fin du Dévonien. Il y a relativement peu de relief sur le plateau lui-même, le point le plus élevé, le mont St. Phillack, atteignant 1 567 mètres d'altitude. Les parties basses des pentes du plateau sont couvertes de forêts épaisses d'eucalyptus tandis que les versants des vallées ont une végétation de forêt humide tempérée avec le myrte hêtre, Nothofagus cunninghamii.

### Flore
Au-dessus de 1 200 mètres d'altitude, on trouve le gommier des neiges, puis progressivement, au-dessus de 1 300 mètres, des broussailles et des prairies alpines.

## Activités

### Station de ski
Mount Baw Baw est une station de ski des Alpes australiennes dans la Cordillère australienne. Baw Baw Village est situé en dehors du parc, avec un domaine skiable de 35 hectares. Le village se trouve à 1 450 mètres d'altitude. Il possède 30 hectares de pistes et sept remontées mécaniques. Il accueille aussi dix kilomètres de pistes protégées et damées de ski de fond sur le plateau Baw Baw, le mont Saint Gwinear, le mont St Phillack et l’Alpine Walking Trail.

### Randonnée
Durant la saison estivale, le mont Baw Baw est propice aux randonnées en raison de la présence, à proximité, du parc national Baw Baw. Les pelouses alpines sont recouvertes de fleurs sauvages et les randonnées en altitude passent par une forêt de gommiers des neiges (Eucalyptus niphophila).
The Great Walhalla Alpine Trail est un sentier de randonnée commençant à la ville minière de Walhalla et se terminant à la station alpine du mont Baw Baw. La randonnée constitue les 40 premiers kilomètres de la « piste de marche dans les Alpes australiennes » (Australian Alps Walking Track).

### Cyclisme
La route d'accès à la station, la route touristique du mont Baw Baw, a des caractéristiques telles qu'elle est généralement considérée comme l'ascension à vélo la plus difficile de toute l'Australie. Sa portion finale, longue de 6,2 kilomètres, s'élève de 718 mètres avec une pente moyenne de 11,5 %, plafonnant à 20,3 %. La montée n'est pas aussi longue, mais beaucoup plus raide, que toutes les côtes Hors Catégorie du Tour de France. La classique du mont Baw Baw (Baw Baw Classic), une course cycliste annuelle, se termine au sommet.

### Protection environnementale
Une grande partie de la zone subalpine est incluse dans les 133 km2 du parc national Baw Baw.